# István Csizmadia
István Csizmadia (* 16. Dezember 1944 in Budapest) ist ein ehemaliger ungarischer Kanute.

## Erfolge
István Csizmadia, der für Ferencváros Budapest aktiv war, nahm im Vierer-Kajak an den Olympischen Spielen 1968 in Mexiko-Stadt teil. Er ging dabei mit Csaba Giczy, Imre Szöllősi und István Timár auf der 1000-Meter-Strecke an den Start und schaffte mit ihnen dank zweier Siege im Vor- und im Halbfinallauf den Einzug ins Finale. In diesem überquerten sie nach 3:15,10 Minuten hinter den siegreichen Norwegern sowie der rumänischen Mannschaft als Dritte die Ziellinie und erhielten somit die Bronzemedaille.
Die nächste Medaille sicherte sich Csizmadia bei den Europameisterschaften 1969 in Moskau, als er mit der 4-mal-500-Meter-Staffel im Einer-Kajak den dritten Platz belegte. Ein Jahr darauf wurde er in Kopenhagen bei den Weltmeisterschaften in derselben Disziplin ebenfalls Dritter. Bei den Weltmeisterschaften 1973 in Tampere gewann Csizmadia mit der Staffel schließlich die Silbermedaille.